# Gepatschferner
Der Gepatschferner (italienisch Vedretta della Croda) ist der zweitgrößte Gletscher Österreichs, übertroffen nur von der Pasterze. Der Name leitet sich vom romanischen compaccio ab, was so viel bedeutet wie „karges Feld“.

## Lage
Der Gepatschferner liegt südlich oberhalb des Kaunertals in Tirol in den Ötztaler Alpen, ca. 1500 Höhenmeter über dem Talschluss. Sein Nährgebiet wird eingegrenzt im Nordwesten von der 3526 Meter hohen Weißseespitze und im Südosten von den drei Hintereisspitzen (ca. 3450 m). Dazwischen verlaufen die Langtauferer Eiswände, über die ein kleiner Teil des Gletschers nach Südwesten Richtung Langtauferer Tal ins italienische Südtirol hinüberreicht und in einem früher mächtigen, heute kleinen Eisbruch zum Langtauferer Ferner abfließt. Die kaum erkennbare Grenze zum Kesselwandferner im Osten ist das völlig von Eis bedeckte Kesselwandjoch, das eine sogenannte Eisscheide darstellt. Zudem besteht eine Verbindung zum Weißseeferner: Zwischen der Weißseespitze und deren nordöstlichem Vorgipfel, dem Zahn, bricht das Plateau der Gepatschferners zum nordwestlich liegenden Weißseeferner ab.
Dort wo einst die Zunge des Gletschers endete, am Fernergarten oder Fernergries, steht das 1873 erbaute, unter Denkmalschutz gestellte Gepatschhaus, die erste deutsche Alpenvereinshütte in Österreich.

## Ausdehnung

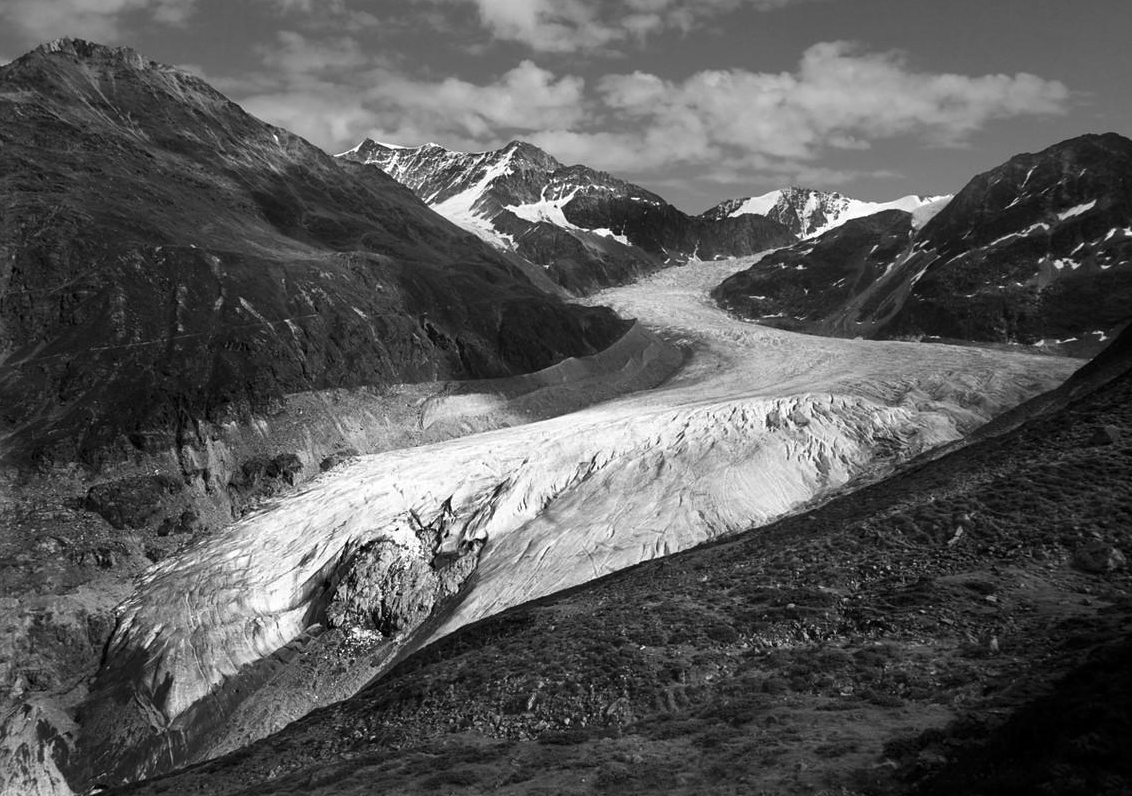
Gletscherzunge des Gepatschferners 1907

Zusammen mit dem Kesselwandferner bildet der Gepatschferner mit 18 km² die größte zusammenhängende Gletscherfläche Österreichs. Der Hauptstrom des Gepatschferners bewegt sich zunächst auf etwa 6 km in nördlicher Richtung, dann auf 3 km in einer 90° Biegung nach Westen. Den Gletscherabfluss in ungefähr 2080 m Höhe bildet der Gepatschbach, der in einen Stausee, den Gepatschspeicher, mündet. Die maximale Mächtigkeit der Gletscherzunge betrug 1996 noch 250 m.

## Gletscherstand und Rückgang durch den Klimawandel

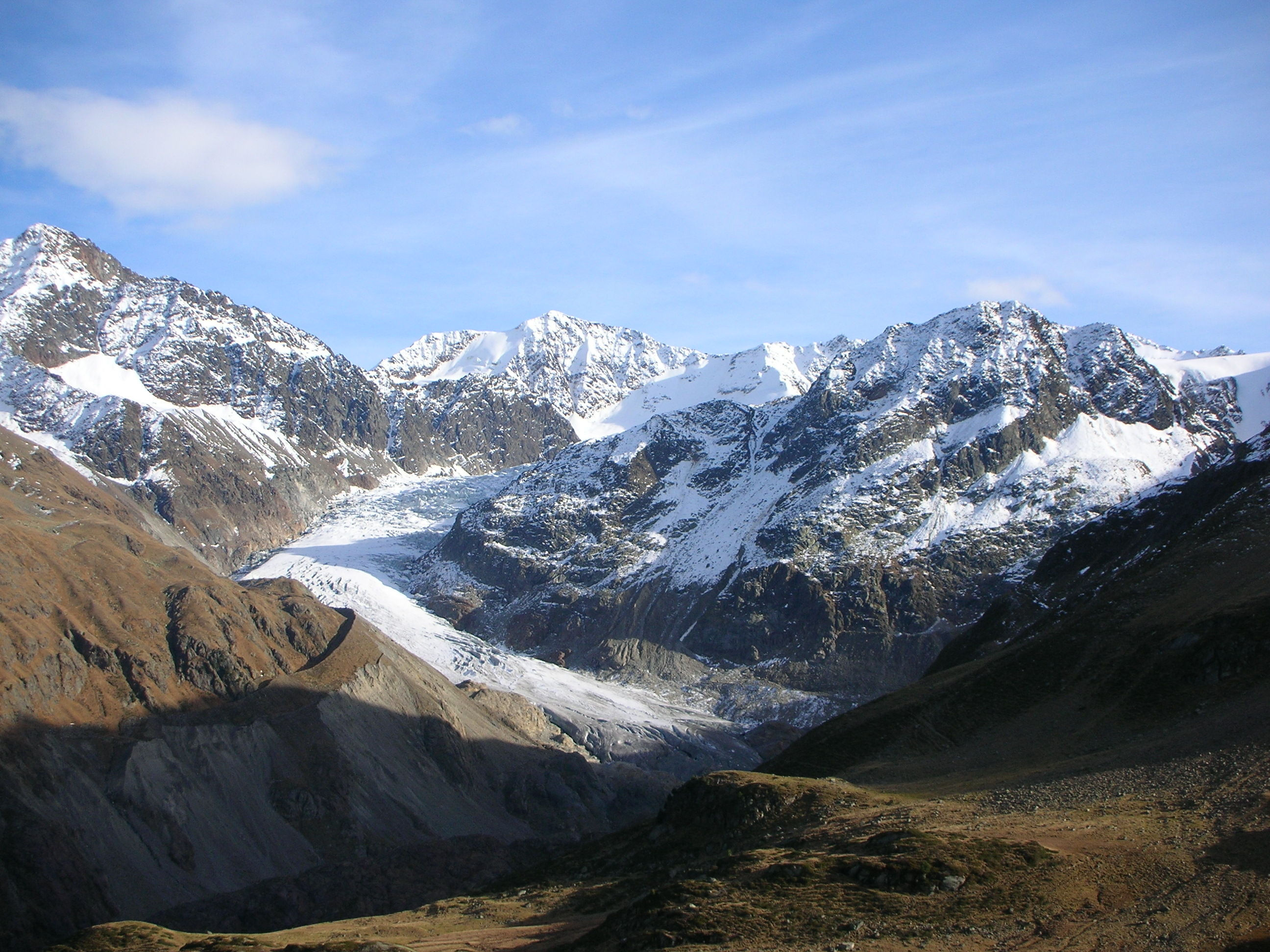
Gletscherzunge des Gepatschferners im Herbst 2005

Geländeveränderung im Umfeld der Gletscherzunge von 2006 bis 2015

Abgesehen von mittelalterlichen Vorstößen hatte der Gepatschferner 1850 seinen Höchststand. Dieses Jahr markiert das Ende der sogenannten Kleinen Eiszeit. 1920, 1922 und 1977–1988 gab es zwar kurzzeitig weitere Vorstöße zum Teil über 70 m, aber seit 1850 kann von einem allgemeinen Rückgang um 50 %, wie bei den meisten anderen Ostalpengletschern, gesprochen werden. Seit mehreren Jahren ist der Gepatschferner der am schnellsten rückläufige Gletscher in Österreich, 2014/15 betrug der Rückgang 121,5 m, in der Saison 2016/2017 waren es 125,0 m.
Besonders deutlich wird der starke Rückgang des Gletschers auch bei den Problemen des Skigebiets auf dem sogenannten Kaunertaler Gletscher (Weißseeferner): Aufgrund des Gletscherrückgangs kann seit dem Jahr 2000 kein Sommerskibetrieb mehr stattfinden und das erst 1980 eröffnete Ganzjahresskigebiet wird seitdem Anfang Juni, zu Pfingsten, geschlossen (mittlerweile schon Mitte Mai (Stand 2023)). Im Frühjahr 1997 kam es zu einem Eissturz an der Weißseespitze aufgrund des Ansteigens der Permafrostgrenze. Die drei Nörderjochlifte waren monatelang gesperrt. Der Lift Nörderjoch III musste deshalb 1998 ganz abgebaut werden und wurde als Ferner-Lift an anderer Stelle weiter betrieben. 2004 musste der Wiesejaggl-Doppelsessellift abgebaut werden, weil der Bodenabstand durch die komplette Abschmelzung des Gletschers unter der Lifttrasse zu hoch wurde. Schon in den Neunzigerjahren musste die Talstation des Weißseefernerschlepplifts mehrmals aufgrund der zurückgehenden Gletscherzunge korrigiert werden. Schließlich mussten die mittlerweile zwei Weißsee-Schlepplifte 2019 durch die fast stützenlose Falginjoch-Gondelbahn gänzlich ersetzt werden, weil nun auch die Stützen der Schlepplifte durch den Gletscherrückgang Probleme bereiteten, und weil der Steilhang kurz vor der Bergstation aufgrund des beständigen Abschmelzens des Gletschers an dieser Stelle immer steiler wurde. Der Snowpark und die Halfpipe, jahrzehntelang am Nörderjochlift I angelegt, mussten 2016 aufgrund des fast vollständigen Verschwindens des Gletschers an dieser Stelle auf den Gletscherrest zwischen Falginjoch- und Karlesjochbahn verlegt werden. Bereits ein Jahr früher wurde nach einer Beschädigung durch eine Lawine der Nörderjochlift II aufgegeben und abgebaut, auch weil durch das Verschwinden des Eises und damit des Permafrostbodens dort der Fels wieder in Bewegung geraten ist. Murgänge an der Bergstation des Nörderjochlifts I müssen regelmäßig abgebaggert werden.
Seit einigen Jahren wird am Gletscher nach dem Saisonende im Mai Snowfarming betrieben, damit der Liftbetrieb im Herbst überhaupt wieder aufgenommen werden kann. Denn nur noch kleine Teilstücke der Pisten der Falginjochbahn (ehemals Weißseeferner-Schlepplifte) und des Fernerlifts befinden sich auf einem Restgletscher. Alle anderen Abfahrten sind mittlerweile gletscherfrei und werden teilweise auch künstlich beschneit (40 % der Pisten, Stand 2023). Für den Sommerskibetrieb wurde jahrelang die Gletscheroberfläche kräftig abgehobelt.

## Umstrittene Nutzung als Skigebiet
Um den Tourismus auch in Zeiten unsicherer Schneeverhältnisse in tiefer gelegenen Skigebieten aufrechtzuerhalten, wird seit 2002 geplant, das bestehende Skigebiet Kaunertaler Gletscher im Nordwesten des Gepatschferners zur Weißseespitze zu erweitern. Diese Erweiterung greift durch den Bau von Straßen, Liften, Gebäuden, Ver- und Entsorgung und sonstiger Infrastruktur in die Gletscherlandschaft ein. Dies ist laut vieler alpiner Vereinigungen, besonders des Österreichischen Alpenvereins, nicht vereinbar mit dem österreichischen Naturschutzgesetz. Diese sehen darin eine massive Zerstörung der Landschaft und rufen zu Protesten auf. Im Pistenplan 2019/20 ist die projektierte Erweiterung zur Weißseespitze nicht mehr eingezeichnet.
Stattdessen verkündigte Anfang 2023 der Geschäftsführer der Kaunertaler Gletscherbahnen, Franz Wackernell, dass man eine Funifor-Seilbahn vom Gletscherparkplatz bis zum Weißseeköpfl auf 3450 m für 25 Millionen Euro plane und gegenüber dem Land Tirol eingereicht habe. Das Weißseeköpfl liegt 200 m östlich von der Weißseespitze, ist eisfrei, befindet sich aber schon im Bereich des Gepatschferners, also außerhalb der genehmigten Skigebietsgrenze, jedoch auch außerhalb dem Ruhegebiet Ötztaler Alpen. Zusätzlich soll auf dem Gepatschferner ein 1600 m langer Schlepplift bis zum Zahn und eine Abfahrt über die Nörderschartl (Bergstation des aufgegebenen Schlepplifts Nörderjoch II) entstehen. Der Schlepplift Nörderjoch I soll aufgegeben werden. Neben mehr Wintergästen versprechen sich die Betreiber mehr Touristen im Sommer, aufgrund einer dem Jungfraujoch (Top of Europe) ähnlich gelagerten Attraktion. Naturschutzorganisationen und der Deutsche- und Österreichische Alpenverein bezeichnen die Ausbaupläne, angesichts des stark voranschreitenden Klimawandels, als zynisch. Jeden Sommer müssten die Gletscheroberflächen mit schwerem Gerät bearbeitet und Spaltenzonen zugebaggert werden.
Ob der Gemeinde Kaunertal das 2021 von der Welttourismusorganisation der Vereinten Nationen vergebene Nachhaltigkeitssiegel durch das geplante Projekt aberkannt würde, ist noch offen.
Im Sommer 2021 wurde begonnen, eine Bahn auf das Weißseejoch zu bauen, die im Winter 2021/22 eröffnet wurde (und die aufgrund innerhalb der Skigebietsgrenze liegend, kein besonderes Genehmigungsverfahren benötigte). Die Tiroler Landesumweltanwaltschaft bezeichnet den Bau der Bahn und der neuen Skipiste als massiven Eingriff in die unberührte Natur und den Gletscherbereich. Kritiker vermuten auch, dass die neue Bahnverbindung der erste Schritt zur anvisierten Verbindung mit dem Südtiroler Langtauferer Tal ist, das derzeit gänzlich frei von Aufstiegshilfen ist. Die Südtiroler Landesregierung hat 2020 das Projekt zur Verbindung abgelehnt Skigebietsverbindung Kaunertaler Gletscher und Langtaufers. ÖAV, abgerufen am 7. Februar 2025.

## Karte
- Alpenvereinskarte Blatt 30/2, 1:25.000, Ötztaler Alpen, Weißkugel, ISBN 3-928777-39-4